# مسجد شان سيانغ
مسجد شان سيانغ (بالصينية 山巷清真寺: بالبينيين Shānxiàng Qīngzhēnsì)، يقع المسجد في مدينة تشنجيانغ التابعة لمقاطعة جيانغسو في الصين.

## التاريخ
بنَى المسجد في عام 1662 وأجريت له عدة صيانات، وفي عام 1903 أنشأ في المسجد مدرسة إسلامية، خلال الحرب العالمية الثانية كان المسجد بمثابة مخيم للاجئين من الغزو الياباني.

## العمارة
تم بناء المسجد على النمط الصيني التقليدي، تبلغ مساحة المسجد 2000 م².

## الأنشطة
يعقد المسجد بانتظام عدة أنشطة مثل تدريب الأئمة، وعقد الندوات.